# Hyphalia viridaria
Hyphalia viridaria là một loài bướm đêm trong họ Geometridae.